# ولادیسلاو والیف
ولادیسلاو آرتوروویچ والیف (به روسی: Владислав Артурович Валиев، آوانگاری: متولد ۲۵ آوریل ۱۹۹۳) کشتی‌گیر آزادکار تیم ملی روسیه است.
از افتخارات وی می‌توان به کسب مدال برنز وزن ۸۶ کیلوگرم در مسابقات قهرمانی کشتی جهان ۲۰۱۷ اشاره کرد.

## مسابقات قهرمانی کشتی جهان ۲۰۱۷
والیف در وزن ۸۶ کیلو مسابقات قهرمانی کشتی آزاد جهان ۲۰۱۷ پاریس حاضر بود که در دورهای اول تا سوم سیف‌الدین آلکما از فرانسه، گوان‌اوک کیم از کره جنوبی و سلیم یاشار از ترکیه را شکست داد اما در نیمه نهایی به حسن یزدانی از ایران باخت و به دیدار رده‌بندی رفت. وی در دیدار رده‌بندی الکساندر گوستیف کشتی‌گیر آذربایجانی را شکست داد و مدال برنز وزن ۸۶ کیلوگرم را بدست آورد.